# Yvonne De Carlo
Yvonne De Carlo, nascuda  Margaret Yvonne Middleton, (Vancouver, 1 de setembre de 1922 - Woodland Hills, Los Angeles, Califòrnia, 8 de gener de 2007) va ser una actriu d'origen canadenc naturalitzada estatunidenca.
Va estar casada del 21 de novembre de 1955 fins al 1974 amb Bob Morgan amb qui ha tingut dos fills, Bruce Ross (1956) i Michael (1957-1997).
Va morir el 8 de gener de 2007 als 84 anys en una residència de Woodland Hills, Califòrnia.

## Carrera

### Aprenentatge
Abans d'esdevenir una de les actrius més conegudes del cinema americà, Yvonne De Carlo va figurar, sense sortir als crèdits, en una vintena de pel·lícules, entre les quals This Gun for Hire  de Frank Tuttle, amb Alan Ladd i Veronica Lake; For Whom the Bell Tolls, de Sam Wood, amb Gary Cooper i Ingrid Bergman; The Story of Dr. Wassell, de Cecil B. DeMille... Roda també davant les càmeres de Mitchell Leisen i Mark Sandrich, en diverses comèdies protagonitzades per Bob Hope, Bing Crosby, Betty Hutton, amb alguns actors com Ray Milland, Paulette Goddard, Marlene Dietrich, Dorothy Lamour.

### Revelació

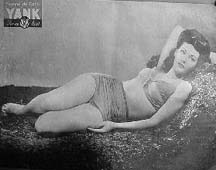
Yvonne De Carlo el 1944

Es dona a conèixer l'any 1944 en el paper de Salomé, que esdevé espia al segle xix. Treballa llavors a diverses recuperacions amb els realitzadors Charles Lamont i George Sherman, té per companys Rod Cameron, Dan Duryea i Howard Duff, però també George Brent (a Els diables del mar) i Van Heflin (a Tomahawk (pel·lícula)) Destaca també en el musical Song of Scheherazade  (1947), al costat de Jean-Pierre Aumont, i encarna la famosa contista a The Desert Hawk. A  Casbah  de John Berry (1948), adaptació de la novel·la Pépé el Moko, amb Tony Martin i Peter Lorre, succeint a Mireille Balin i Hedy Lamarr.
A part d'aquests papers d'aventureres exotiques, s'imposa amb força en dues pel·lícules negres amb Burt Lancaster: Brute Force, de Jules Dassin, i Criss Cross, de Robert Siodmak, dos clàssics del gènere. Va aportar la seva forta personalitat a la pantalla, equiparable a Maureen O'Hara, Susan Hayward o Jane Russell, capaç de sostenir una pel·lícula d'acció, un western per exemple, com quan interpretà Calamity Jane al film Calamity Jane and Sam Bass.

### Cimeres

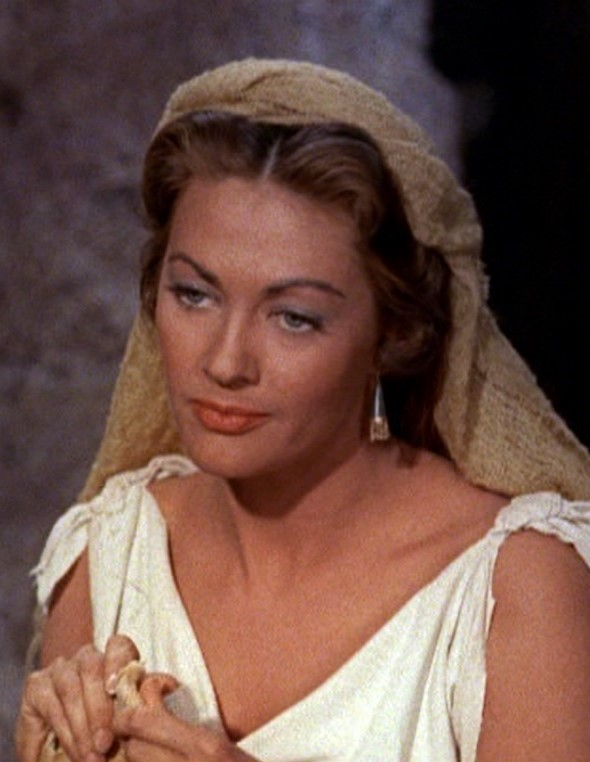
Els Deu Manaments 1956

Hollywood continua els anys següents explotant la seva vena exòtica i "viril": The San Francisco Story, de Robert Parrish, amb Joel McCrea; Els diables del mar, de Raoul Walsh (1953), amb Rock Hudson (adaptació de Victor Hugo); Passió, d'Allan Dwan, amb Cornel Wilde;Timbuctu, de Jacques Tourneur (1959), amb Victor Mature, són pel·lícules que perpetuen la seva imatge d'aventurera, i L'esclava lliure (1957), de Walsh, amb Clark Gable, constitueix la cimera d'aquest recorregut, l'Allò que el vent s'endugué  de l'actriu.
Catalogada com a intèrpret de caràcter, s'uneix a Ricardo Montalban, Vittorio Gassman i Pier Angeli en el repartiment de Sombrero (sobre un poble mexicà) i dona la rèplica a Carlos Thompson a Magic Fire Feu, de William Dieterle, i Fort Alger. La seva participació en el péplum de DeMille Els Deu Manaments, com l'esposa de Moisès / Charlton Heston, constitueix una altra cimera de la seva carrera en els anys 1950.

### Europa i comèdies
Alhora, Yvonne De Carlo diversifica les seves feines, brillant sobretot en la comèdia. Declina el gènere davant els virtuosos britànics: Peter Ustinov a Hotel Sahara (1951), Alec Guinness a The Captain's Paradise  (1953), David Niven a Happy Ever After, de Mario Zampi.
L'estrella sembla considerar una carrera europea en aquella època: interpreta el paper del títol de La Castiglione l'any 1954, amb Georges Marchal i Paul Meurisse a Napoleó III i el 1958 interpreta Maria Magdalena en el peplum italià La Spada e la croce. A Hollywood retroba el thriller al costat de George Sanders.

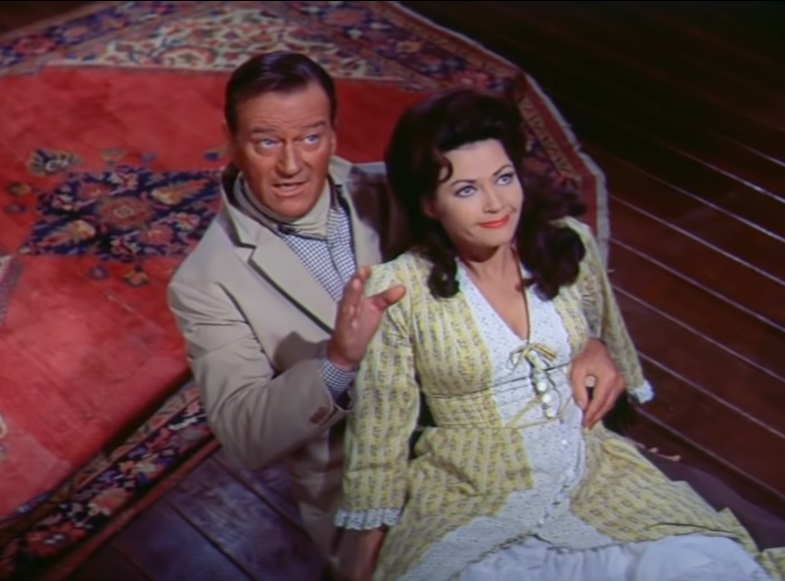
John Wayne i Yvonne De Carlo a McLintock

### Els monstres
A l'alba dels anys 1960, com moltes actrius, Yvonne De Carlo es gira cap a la televisió on  Bonanza, Aventures en les illes i El Virginià no l'allunyen gaire dels seus papers habituals.
A la pantalla gran, encara un western amb John Wayne i Maureen O'Hara per companys - McLintock, l'any 1963-, constitueix una mena de consagració… En el mateix registre, hi tindrà a continuació per companys Dale Robertson, George Montgomery i Howard Keel. L'any següent ella rivalitza amb Michèle Mercier, l'star europea, al costat de Bob Hope (en la comèdia Papa play-boy).
Però és la televisió la que rellança la seva popularitat: de 1964 a 1966, és l'heroïna de la sèrie de culte The Munsters , paròdia de terror. El 1968, participa en la pantalla gran a  The Power, un clàssic de la ciència-ficció amb George Hamilton i Suzanne Pleshette com a protagonistes, i el 1974 s'ajunta a Frank Langella, Ricardo Montalban i Gilbert Roland (un pom d'exotisme) per a una enèsima adaptació del Zorro.

### Terror i humor

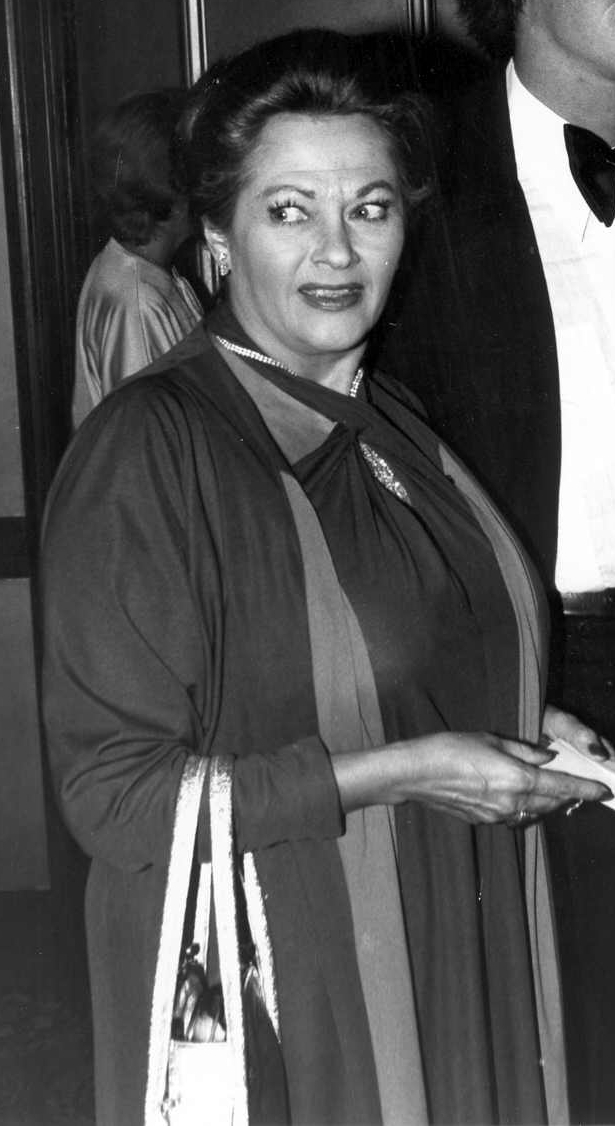
Yvonne De Carlo el maig de 1979

Globalment els anys 1970 la dirigeixen cap a un cinema bis. Yvonne De Carlo apareix nostalgicament en les comèdies It Seemed Like a Good Idea at the Time, amb Anthony Newley i Stefanie Powers, i The Man with Bogart's Face, de Robert Day (1980). La porten cap al gènere de terror, paròdic o no, i roda Guyana: Crime of the Century, de René Cardona Jr. l'any 1979. En aquells platós, es creua amb Stuart Whitman, John Ireland, John Carradine, o amb Cornel Wilde, Joseph Cotten o Karen Black. De Carlo és la protagonista d'American Gothic, de John Hough, al costat de Rod Steiger l'any 1988. El 1991, l'estrella llegendària figura a Oscar, de John Landis, amb Sylvester Stallone en el paper protagonista.
La seva longevitat s'aplica igualment a la televisió: el 1977 Yvonne de Carlo forma part del repartiment de la telesèrie Roots Racines, fenomen de la televisió americana. Coincideix a Fantasy Island amb Ricardo Montalban, i actua a S'ha escrit un crim i The Black Stallion  l'any 1985 i 1990 amb els elegants Angela Lansbury i Mickey Rooney; pas obligat, l'estrella de la sèrie The Munsters  havia de retrobar Tales from the Crypt: l'any 1993. L'últim paper d'Yvonne De Carlo és un telefilm dirigit per Susan Seidelman l'any 1995.

### Immortal
Yvonne De Carlo, de qui Jean Tulard subratlla el culte en el seu Diccionari dels actors, s'imposa en els anys 1940 i 50 a la vegada com una bomba sexual tipus Rita Hayworth i Ava Gardner i com un símbol feminista a la manera de Maureen O'Hara; és també una de les més grans belleses exotiques de l'època, seguida a prop per Hedy Lamarr, Gene Tierney, Linda Darnell i Debra Paget.
No obstant això, tot i que el seu temperament és indiscutible, la història del cinema no reté, en general, de la seva llarga filmografia, més que les pel·lícules negres de Jules Dassin i Robert Siodmak, i les pel·lícules d'aventures de Raoul Walsh, sobretot  L'esclava lliure. Estrella popular ho va ser abans de tot. Robert Parrish, Cecil B. DeMille, Mario Zampi, William Dieterle, Jacques Tourneur, Allan Dwan, Tay Garnett podien treballar en confiança, i l'actriu, no contenta de ser una de les belleses més espectaculars de la pantalla (entre Jennifer Jones i Chelo Alonso) podia mesurar-se a qualsevol estrella masculina, en tots els gèneres. No obstant això, hi va haver poques covedettes masculines de primer pla.

## Filmografia

### Cinema
| - 1941: Look at You (Curt) - 1941: Harvard, Here I Come! de Lew Landers: Una noia en el bany - 1941: The Kink of the Campus de Del Lord (Curt): Kitty O'Hara - 1942: This Gun for Hire de Frank Tuttle: La noia al Neptune Club - 1942: Youth on Parade d'Albert S. Rogell: Una estudiant - 1942: Road to Morocco de David Butler: Handmaiden - 1942: Lucky Jordan de Frank Tuttle: Una noia - 1942: Rhythm Parade de Dave Gould i Howard Bretherton: Una showgirl - 1943: The Crystal Ball d'Elliott Nugent: Una secretària - 1943: Salute for Three de Ralph Murphy: Una noia cantant del quartet - 1943: For Whom the Bell Tolls de Sam Wood: La noia al cafè - 1943: Let's Face It de Sidney Lanfield: La corista - 1943: So Proudly We Hail! de Mark Sandrich: La noia - 1943: The Deerslayer de Lew Landers: Princesa Wah-Tah - 1943: True to Life de George Marshall: Bit Role - 1944: Standing Room Only de Sidney Lanfield: Una secretària - 1944: The Story of Dr. Wassell de Cecil B. DeMille: Una indígena - 1944: Fun Time de William Shea (Curt): Phyllis - 1944: Kismet de William Dieterle: Handmaiden - 1944: Rainhow Island de Ralph Murphy: La companya de Lona - 1944: Here Come the Waves de Mark Sandrich: La noia - 1944: Practically Yours de Mitchell Leisen: L'empleat - 1945: Bring on the Girls de Sidney Lanfield: Una noia au bureau - 1945: Salome, Where She Danced de Charles Lamont: Anna Marie - 1945: Frontier Gal de Charles Lamont: Lorena Dumont - 1947: Song of Scheherazade de Walter Reisch: Cara de Talavera - 1947: Brute Force de Jules Dassin: Gina Ferrara - 1947: Slave Girl de Charles Lamont: Francesca - 1948: Black Bart de George Sherman: Lola Montez - 1948: Casbah de John Berry: Inez - 1948: River Lady de George Sherman: Celine - 1949: Criss Cross de Robert Siodmak: Anna Dundee - 1949: Calamity Jane and Sam Bass de George Sherman: Calamity Jane - 1949: The Gal Who Took the West de Frederick De Cordova: Linda Marlowe: - 1950: Buccaneer's Girl de Frederick De Cordova: Deborah "Debbie' McCoy - 1950: The Desert Hawk de Frederick De Cordova: Princesa Scheherazade - 1951: Tomahawk de George Sherman: Julie Madden - 1951: Hotel Sahara de Ken Annakin: Yasmin Pallas - 1951: Silver City de Byron Haskin: Candace Surrency - 1952: The San Francisco Story de Robert Parrish: Adelaide McCall - 1952: Scarlet Angel de Sidney Salkow: Roxy McClanahan - 1952: Hurricane Smith de Jerry Hopper: Luana - 1953: Sombrero de Norman Foster: Maria - 1953: Els diables del mar (Sea Devils) de Raoul Walsh: Droucette - 1953: The Capità's Paradise d'Anthony Kimmins: Nita St. James | - 1953: Fort Algiers de Lesley Selander: Yvette - 1954: Border River de George Sherman: Carmelita Carjas - 1954: Happy Ever After de Mario Zampi: Serena McGluskey - 1954: La Contessa di Castiglione de Georges Combret: La Castiglione - 1954: Passió (Passion) d'Allan Dwan: Rosa Melo / Tonya Melo - 1955: Shotgun de Lesley Selander: Emma - 1955: Magic Fire de William Dieterle: Minna Planer - 1956: Flame of the Islands d'Edward Ludwig: Rosalind Dee - 1956: Raw Edge de John Sherwood: Hannah Montgomery - 1956: Els Deu Manaments (The Ten Commandments) de Cecil B. DeMille: Sephora - 1956: Death of a Scoundrel de Charles Martin: Bridget Kelly - 1957: L'esclava lliure (Band of Angels) de Raoul Walsh: Amantha Starr - 1958: La Spada e la croce de Carlo Ludovico Bragaglia: Maria Magdalena - 1959: Timbuktu de Jacques Tourneur: Natalie Dufort - 1963: McLintock! d'Andrew V. McLaglen: Sra. Louise Warren - 1964: A Global Affair de Jack Arnold: Dolores - 1964: Law of the Lawless de William F. Claxton: Ellie Irish - 1966: Munster, Go Home d'Earl Bellamy: Lily Munster - 1967: Hostile Guns de R. G. Springsteen: Laura Mannon - 1968: The Power de Byron Haskin: Sra. Sally Hallson - 1968: Arizona Bushwhackers de Lesley Selander: Jill Wyler - 1970: The Delta Factor de Tay Garnett: Valerie - 1971: The Seven Minutes de Russ Meyer: Constance Cumberland - 1975: Black Fire - 1975: Blazing Stewardesses d'Al Adamson: Honey - 1975: It Seemed Like a Good Idea at the Time de John Trent: Julia - 1976: La casa de las sombras de Ricardo Wullicher: Mrs. Howard - 1976: Won Ton Ton, the Dog Who Saved Hollywood de Michael Winner: Una dona justa - 1977: Satan's Cheerleaders de Creydon Clark: Emmy / La dona del Xèrif - 1979: Nocturna de Harry Tampa: Jugula - 1979: Fuego negro de Raúl Fernández: Catherine Jones - 1979: Guyana: Crime of the Century de René Cardona Jr.: Susan Ames - 1980: The Man with Bogart's Face de Robert Day: Teresa Anastas - 1980: Silent Scream de Denny Harris: Sra. Engels - 1982: Liar's Moon de David Fisker: Jeanene Dubois - 1983: Vultures de Paul Leder: Rose - 1985: Flesh and Bullets de Carlos Tobalina - 1986: Play Dead de Peter Wittman: Hester - 1988: American Gothic de John Hough: Ma - 1988: Cellar Dweller de John Carl Buechler: Sra. Briggs - 1990: Mirror, Mirror de Marina Sargenti: Emelin - 1991: Oscar de John Landis: tia Rosa - 1992: Desert Kickboxer d'Isaac Florentine - 1993: The Naked Truth de Nico Mastorakis: Sra. Hess - 1993: Seasons of the Heart de T.C. Christensen: Martha (Veu) |

### Televisió
- 1953: The Ford Television Theatre (Sèrie TV): Prudence Ledyard/Madame 44
- 1953: The Blackbone of America (Telefilm): Victoria Johnson
- 1956: Screen Directors Playhouse (Sèrie TV): Pearl
- 1956: Star Stage (Sèrie TV): Dona Maria Sanchez
- 1957: Schlitz Playhouse of Stars (Sèrie TV): Francesca
- 1958: Playhouse 90 (Sèrie TV): Marina Arkwright
- 1959: Bonanza (Sèrie TV): Lotta Crabtree
- 1960: Burke's Law (Sèrie TV): Comtessa Barbara Erozzi
- 1960: Adventures in Paradise (Sèrie TV): Lianne Zagreb
- 1961-1962: Follow the Sun (Sèrie TV): Anne Beeler
- 1962: Death Valley Days (Sèrie TV): Dr. Clare Reed
- 1963 i 1969: The Virginian (Sèrie TV): Helen Haldeman / Imogene Delphinia
- 1964: The Greatest Show on Earth (Sèrie TV): Magda Kolday
- 1964-1966: The Munsters (Sèrie TV): Lilly Munster
- 1967: Custer (Sèrie TV): Vanessa Ravenhill
- 1967: The Girl From U.N.C.L.E. (Sèrie TV): Nadia Marcolescu
- 1970: The Name of the Game (Sèrie TV): Sra. Levene
- 1974: The Mark of Zorro (Telefilm): Isabella Vega
- 1974: The Girl on the Late, Late Show de Don McDougall (Telefilm): Lorraine
- 1977: Roots (Sèrie TV): La dona de l'esclau
- 1978-1979: Fantasy Island (Sèrie TV): Fifi Aprea / Madame Jeannot
- 1981: The Munsters' Revenge de Don Weis (Telefilm): Lilly Munster
- 1985: Murder She Wrote (Sèrie TV): Miss Springer
- 1986: A Masterpiece of Murder de Charles S. Dubin (Telefilm): Sra. Murphy
- 1991: Dream On (Sèrie TV): Francesca Goldman
- 1993: Tales from the Crypt (Sèrie TV): Sra. Jones
- 1995: Here Come the Munsters de Robert Ginty (Telefilm): Cameo
- 1995: The Barefoot Executive de Susan Seidelman (Telefilm): Norma